# Two Can Play That Game
Two Can Play That Game (bra: Esse Jogo É para Dois) é um filme estadunidense de comédia romântica de 2001 escrito e dirigido por Mark Brown e estrelado por Vivica A. Fox e Morris Chestnut.

## Sinopse
Uma arrogante mulher de carreira faz uma série de jogos mentais sem coração com o namorado para "colocá-lo na linha", apenas para descobrir que ele tem alguns truques na manga.

## Elenco
- Vivica A. Fox como Shante Smith
- Morris Chestnut como Keith Fenton
- Anthony Anderson como Tony
- Gabrielle Union como Conny Spalding
- Wendy Raquel Robinson como Karen
- Tamala Jones como Tracey Johnson
- Bobby Brown como Michael
- Mo'Nique as Diedre
- Ray Wise como Bill Parker
- Jeff Markey como Phil
- Dondre T. Whitfield como Dwain
- Lee Anthony como Advogado no Elevador
- Cherise Bangs como garota Miller nº 2
- Zatella Beatty como Cynthia
- Mark Brown como o mentiroso nº 1
- Chris Spencer como o homem mentiroso nº 2
- Pierre Burgess como o homem mentiroso nº 3
- Mark Christopher Lawrence como o homem mentiroso nº 4
- Natashia Williams como mulher sexy no clube
- La La Anthony como DJ de festa
- Colby Kane como Calvin
- Terrence "Skyy" Grant como membro do coro
- Pretty Boy Duncan como Town Skank

## Bilheteria
O filme estreou em #2 nas bilheterias nos Estados Unidos, arrecadando $7.720.942 dólares em seu primeiro fim de semana de estreia, atrás de The Musketeer. O filme foi lançado no Reino Unido em 13 de setembro de 2002 e não conseguiu chegar ao Top 10.

## Recepção critica
O filme teve uma recepção mista no Rotten Tomatoes, com uma avaliação de 43%, incluindo 27 "fresh" e 36 "rotten".

## Sequência
Um filme direto para DVD, intitulado Three Can Play That Game, foi lançado em fevereiro de 2008. A sequência foi avaliada, embora ainda houvesse um pouco de conteúdo impróprio. Three Can Play That Game estrelou Vivica A. Fox como Shante Smith, uma famosa conselheira de casal. Desta vez, a personagem de Fox desempenha um papel coadjuvante, ao contrário de seu papel principal no original. Morris Chestnut ou seu personagem não aparecem, mas foram mencionados.